# Ferrovia Yōrō
La Ferrovia Yōrō (養老鉄道?, Yōrō Tetsudō) è una compagnia ferroviaria giapponese con sede a Ōgaki nella prefettura di Gifu. È una filiale della società Kintetsu, del Gruppo Kintetsu, e gestisce per loro conto la linea Yōrō. Non è identica alla Yōrō Tetsudō, che esisteva dal 1911 al 1922 e fu il primo operatore di questa linea ferroviaria.

## Storia
L'azienda è stata fondata il 14 febbraio 2007 con il pieno investimento della Kintetsu. Il 1° ottobre 2007 rileva la linea Yōrō e ne gestisce i treni come operatore ferroviario di seconda classe mentre la Kintetsu, in quanto operatore ferroviario di terza classe, possedeva i binari, le strutture e materiale rotabile. Il 1º febbraio 2017 viene fondata la Yoro Line Management Organization, un'associazione con finanziamenti dei governi locali lungo la linea. La nuova società ha iniziato ad operare il 1º gennaio 2018. Mentre lo Ferrovia Yōrō rimase responsabile delle operazioni ferroviarie, Kintetsu trasferì gratuitamente i binari e le altre strutture ferroviarie alla Yoro Line Management Organization, che a sua volta li rese disponibili gratuitamente allo Ferrovia Yōrō. La società è quindi principalmente responsabile della manutenzione e dell'assistenza degli impianti e dei veicoli, per i quali riceve sovvenzioni dai comuni limitrofi.

## Linee ferroviarie
L'azienda gestisce una linea ferroviaria.
- Linea Yōrō (養老線?): Kuwana - Ōgaki - Ibi (57,5 km, 27 stazioni)

## Materiale rotabile

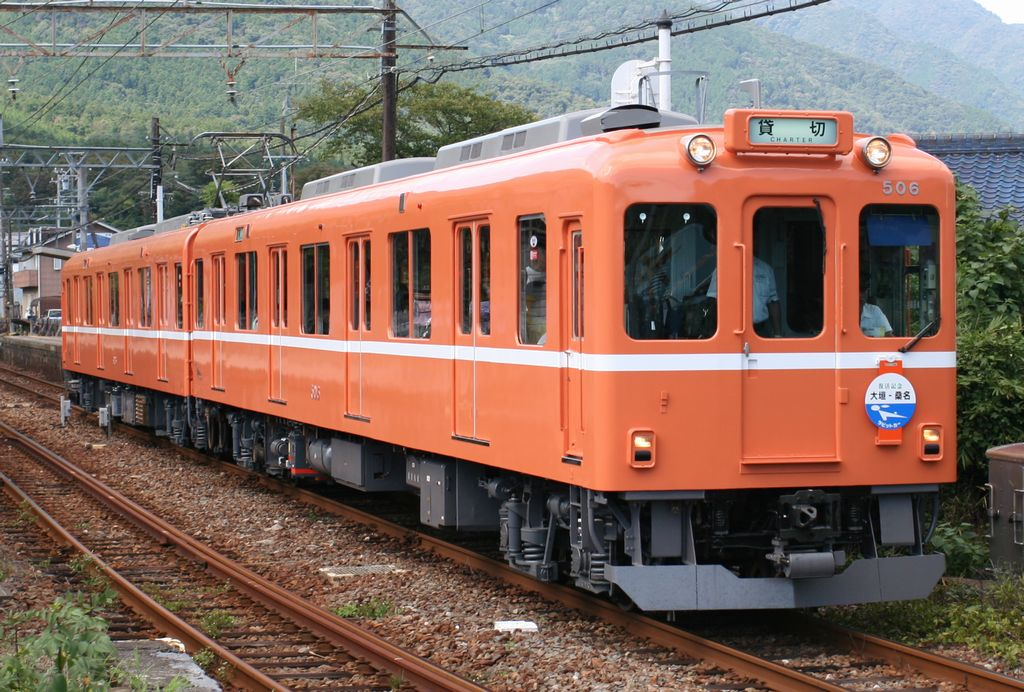
Serie 600/620 (ex-Kintetsu 600/620).
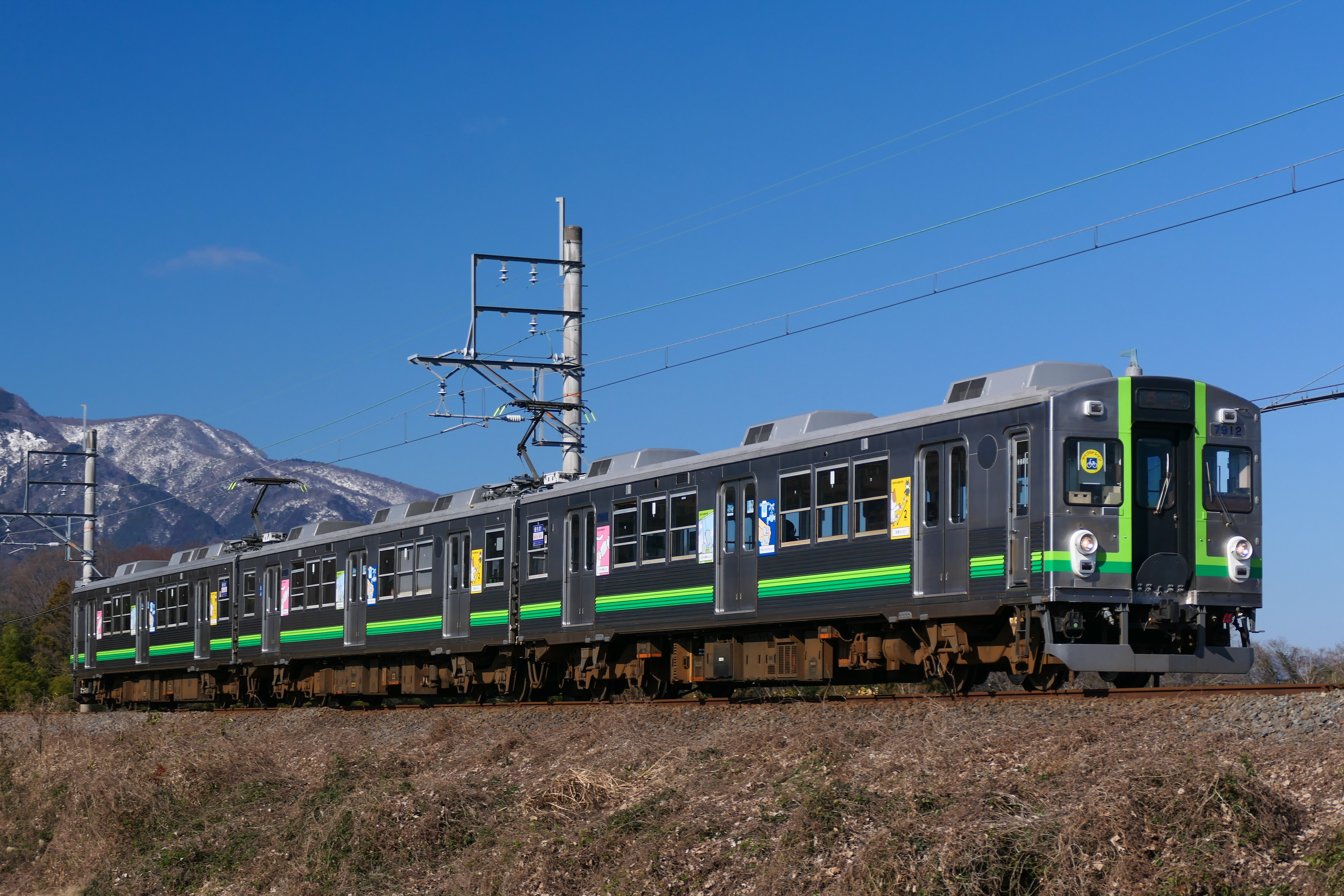
Serie 7700 (ex-Tōkyū 7700).